# Morbus Gravis
Morbus Gravis es una historieta erótica de ciencia ficción realizada por Paolo Eleuteri Serpieri y publicada en 1985. La historieta narra las aventuras de la heroína Druuna en una ciudad futurista y degradada, donde una terrible enfermedad acecha a la humanidad. La historieta tuvo una continuación en Morbus Gravis 2: Druuna y en las subsiguientes partes de la serie Druuna. En 2001 se lanzó también un videojuego con el título Druuna: Morbus Gravis.

## Argumento
La acción de Morbus Gravis transcurre en la ciudad, un ambiente hostil y degradado en el que El mal se ha esparcido. Ésta enfermedad transforma a los hombres en bestias amorfas y con tentáculos que poseen un irrefrenable apetito sexual. La sociedad está dominada por sacerdotes, que cuentan con los soldados. Los hombres encontrados sanos son enviados a la ciudad superior, donde vivirán dichosos, mientras que los encontrados enfermos son enviados a la ciudad inferior, donde los mutantes reinan.
En este ambiente vive Druuna, una muchacha increíblemente bella, de senos y trasero generosos. Su objetivo es sobrevivir aquí y ayudar a su amante Shastar, aquejado por el virus.
La acción comienza en el dormitorio de Druuna, donde ya  queda patente la belleza de la protagonista, al vestir nada más que un chaleco y una diminuta tanga que deja admirar su carnoso trasero. Druuna está leyendo libros que hablan acerca del mundo como era antes, libros prohibidos por los sacerdotes. Shastar comienza a hacer ruidos desde el sótano. Druuna lo deja salir, se viste y va a la ciudad a buscar más suero. Allí contempla cómo un hombre enfermo es enviado a los sectores inferiores.
Druuna se encuentra con un extraño duende que dice conocer un lugar seguro. La guía hasta los sectores inferiores hacia una especie de lago, donde la obliga a desnudarse y nadar hacia la otra orilla, donde un sujeto la espera.
Cuando llega allí, se encuentra con El Mutante, un ser hermafrodita que vive con sus esposas y sus hijas. el mutante le informa a Druuna que es amigo de Shastar y que él había descubierto un secreto en sus viajes por los sectores inferiores, donde se contagió del mal. Le pide que lo encuentre y le comunique el secreto. 
Hecho esto, vuelve a la orilla, al salir un monstruo la ataca y el duende le arranca el corazón. Ella se dirige al centro médico. Allí, se encuentra con Jock, jefe de la guarnición. Druuna le dice que pronto le visitará en su departamento. Luego de ver cómo los soldados matan a una mujer infectada, visita al doctor Otonegger. A cambio de que él le proporcione ampollas que contienen el suero que retrasa la infección, ella se desviste y se deja penetrar analmente por el doctor.
Después de constatar el placer que para ella supone que la penetren por el ano, es atacada por unos bandidos yendo a su casa. Estos la obligan a que les proporcione sexo oral. Druuna los engaña para ir a su casa, donde son destrozados por Shastar. Ella le proporciona el suero y luego se acuesta a dormir. Sueña que Shastar vuelve a ser humano, y hacen el amor apasionadamente. Luego, los sacerdotes los descubren y, viendo que Shastar se ha transformado de nuevo en monstruo, lo matan y envían a Druuna a los sectores inferiores por copular con una bestia.
Al despertar, descubre que Shastar recuperó sólo la mitad de su cuerpo. Druuna le ruega que le comunique el secreto, por lo cual Shastar acepta. Para ello deben aventurarse fuera de los muros de la ciudad. Allí esquivan a varios mutantes atraídos por la sensualidad de Druuna y deseando poseerla. 
Una vez en el lugar, Shastar revela que los sacerdotes son sólo androides. Suben por un ascensor a la ciudad superior, pero Shastar sucumbe al virus y Druuna se ve obligada a matarlo. Luego, descubre que los hombres ascendidos a la ciudad superior son despedazados para mantener con vida a Lewis, el capitán de la Ciudad, que no es más que una nave gigantesca que viaja por el espacio. La computadora Delta ha tomado control de la nave, que vaga por el espacio infinito.
- Datos: Q6023576